# Phylica arborea
Phylica arborea är en brakvedsväxtart som beskrevs av Louis Marie Aubert Du Petit-Thouars.
Phylica arborea ingår i släktet Phylica och familjen brakvedsväxter. Inga underarter finns listade i Catalogue of Life.